# Партизанське сільське поселення
Партиза́нське сільське поселення (рос. Партизанское сельское поселение) — муніципальне утворення у складі Абатського району Тюменської області, Росія.
Адміністративний центр — селище Партизан.

## Історія
У травні 1925 року були утворені Комишинська сільська рада, Орловська сільська рада та Тихвінська сільська рада Північнокрутинського району Омського округу Сибірського краю. У грудні 1925 року із Орловської сільради виділена Новонікольська сільська рада. 1931 року Тихвінська сільрада увійшла до складу Новонікольської. У 1931-1934 роках Новонікольська сільрада увійшла до складу Комишинської.
19 вересня 1939 року Комишинська сільрада передана до складу Абатського району. 21 травня 1964 року Комишинська сільрада перетворена в Партизанську.
2004 року Партизанська сільська рада перетворена в Партизанське сільське поселення.

## Населення
Населення — 384 особи (2020; 427 у 2018, 573 у 2010, 884 у 2002).

## Склад
До складу поселення входять такі населені пункти:
| Населений пункт       | Населення, осіб (2002) | Населення, осіб (2010) |
| --------------------- | ---------------------- | ---------------------- |
| Волостна, присілок    | 127                    | 63                     |
| Комишинська, присілок | 139                    | 97                     |
| Партизан, селище      | 618                    | 413                    |